# Anarawd ap Rhodri
Anarawd ap Rhodri (IX secolo – 916) è stato un sovrano gallese, re del Regno di Gwynedd dall'878 al 916.
Alla morte di Rhodri, che aveva conquistato la maggior parte del Galles, il regno venne diviso tra i suoi figli, con Anarawd che ereditò il trono del Gwynedd e collaborò coi suoi fratelli, Cadell e Merfyn, per combattere contro i regni minori del Galles. 

Nell'881 Aethelred, Earl della Mercia, invase il Gwynedd, ma fu sconfitto da Anarawd alla foce del fiume Conwy (vittoria che gli annali ricordano come la vendetta di Dio per Rhodri). 

Anarawd si alleò poi con il sovrano danese di York, così da difendersi dagli attacchi merciani. Ma quando il patto si mostrò poco utile, egli strinse alleanza con Alfredo il Grande del Wessex, riconoscendo la supremazia del sovrano inglese. Era la prima volta che un re del Gwynedd faceva ciò. Questo precedente gettò le basi per la futura richiesta di sottomissione che in seguito sarebbe avanzata dalla corona inglese. 

Nell'894 Anarawd respinse un raid dei danesi nel Galles del nord, mentre l'anno successivo fece delle scorrerie nel Galles centrale e in quello del sud (sembra che con lui ci fossero truppe inglesi). Nel 902 respinse un attacco portato contro l'Anglesey dai danesi di Dublino, guidati da Ingimund. 

Anarawd morì nel 916 e a lui successe il figlio Idwal Foel (Idwal il Calvo). Anarawd avrebbe creato la casa regnante di Aberffraw (che prese il nome dalla principale sede del governo, il villaggio di Aberffraw, nel sud nell'Anglesey). I suoi discendenti regneranno fino alla conquista edoardiana del XIII secolo.